# Rhinolophus virgo
Rhinolophus virgo is een vleermuis uit het geslacht Rhinolophus.

## Kenmerken
Voor een exemplaar uit het Kitangladgebergte op Mindanao bedraagt de totale lengte 73 mm, de staartlengte 23 mm, de achtervoetlengte 8 mm, de oorlengte 19 mm, de voorarmlengte 38 mm en het gewicht 6 g.

## Verspreiding
Deze soort komt voor in de Filipijnen. Het is een nauwe verwant van R. celebensis. Deze soort is gevonden op de eilanden Batan, Busuanga, Catanduanes, Cebu, Jolo, Leyte, Luzon, Maripipi, Mindanao, Negros, Palawan en Sibuyan. Mogelijk vormen een grotere vorm uit Mindanao en een kleinere vorm uit Luzon en mogelijk Palawan aparte soorten.

## Habitats
De soort komt algemeen voor in laaglandregenwoud van 925 tot 1100 m hoogte, maar kan tot op 1475 m worden gevonden. R. virgo is enkele keren in grotten gevangen en één keer in een holle boom.